# Calcio Femminile Jolly Catania
Calcio Femminile Jolly Catania fu un club calcistico italiano di Catania attivo tra il 1975 e il 1979 e campione d'Italia FIGCF nel 1978.
Fondata da Angelo Cutispoti, che ha rilevato la Polisportiva Libertas Nesima Inferiore da Giovanni Cristaudo, la squadra legò il proprio nome a due allenatori, il bresciano Giovanni Prevosti (ex ala del Catania maschile), affiancato poi da Rosario Coci.
Inizialmente, non aveva un campo fisso di casa, giocando su vari campi della provincia; la maglia era biancazzurra. Nei due anni disputati in Serie A, ha disputato gli incontri interni al Cibali e aveva una tenuta di gioco a strisce azzurre e rosse.

## Storia
La società nacque nel quartiere di Nesima Inferiore nel 1972 con denominazione Polisportiva Libertas Nesima Inferiore iscrivendosi al campionato siciliano di Serie B. Fu fondata da Cristaudo, già dirigente della prima società catanese, l'Ares.

La Jolly Catania in maglia scudettata nella stagione 1979

Dopo tre buoni tornei di Serie B, la società cambia denominazione all'inizio della stagione 1975 in Calcio Femminile Jolly Componibili Cutispoti Catania. Grazie a una riforma del torneo, la squadra viene ammessa al girone di qualificazione del campionato Interregionale.
Subito rinforzate, le ragazze di Prevosti vinsero il torneo, fermandosi solo alla semifinale per la Serie A contro la Sampierdarenese. Dopo un anno interlocutorio, la squadra vince anche il campionato Interregionale 1977 e il titolo di campionessa d'Italia Interregionale contro il Piacenza. L'avvenimento più straordinario arrivò al quarto anno di attività: da matricola di Serie A, ottenne il primo posto e quindi lo scudetto. Su 22 incontri disputati, le rossazzurre vinsero 20 partite e ne pareggiarono appena 2. La Lazio Lubiam, seconda in classifica, era stata staccata di ben 7 punti.
Questa era la formazione titolare della squadra che vinse lo storico scudetto: Virgilio (Loritto); Caruso, Summa; Belviso (Greco), Pedrali, Musumeci; Carrubba, Lonero, Zuccaro, Mammina, Reilly. L'ala sinistra Rose Reilly, scozzese, era il capitano e fu anche miglior marcatrice del campionato 1978 con 32 reti in 22 partite.
Il secondo campionato di A fu meno appassionante: la squadra, meno brillante, ottenne "solo" un terzo posto. Cambiata denominazione in C.F. Jolly Catania, alla fine del campionato 1979 la dirigenza dovette sospendere definitivamente l'attività sportiva cedendo il titolo sportivo all'Alaska Lecce, che in seguito avrebbe vinto tre scudetti consecutivi.

## Palmarès

### Competizioni nazionali
- Campionato italiano: 1

1978

### Altri piazzamenti
- Campionato italiano:

Terzo posto: 1979